# BattleSport
BattleSport es un videojuego de deporte futurista desarrollado por Unexpected Development y publicado por Acclaim Entertainment. Fue lanzado para PlayStation en América del Norte el 30 de junio de 1997, y en Europa en agosto de 1997 Estaba previsto que este juego también se tenía planificado para el Sega Saturn pero terminó cancelándose al principio del desarrollo.

## Recepción
El juego recibió una crítica mediocre. GameSpot ha señalado que "el hecho es que simplemente no hay necesidad de un juego como este para la PlayStation en 1997".